# Droctulfo

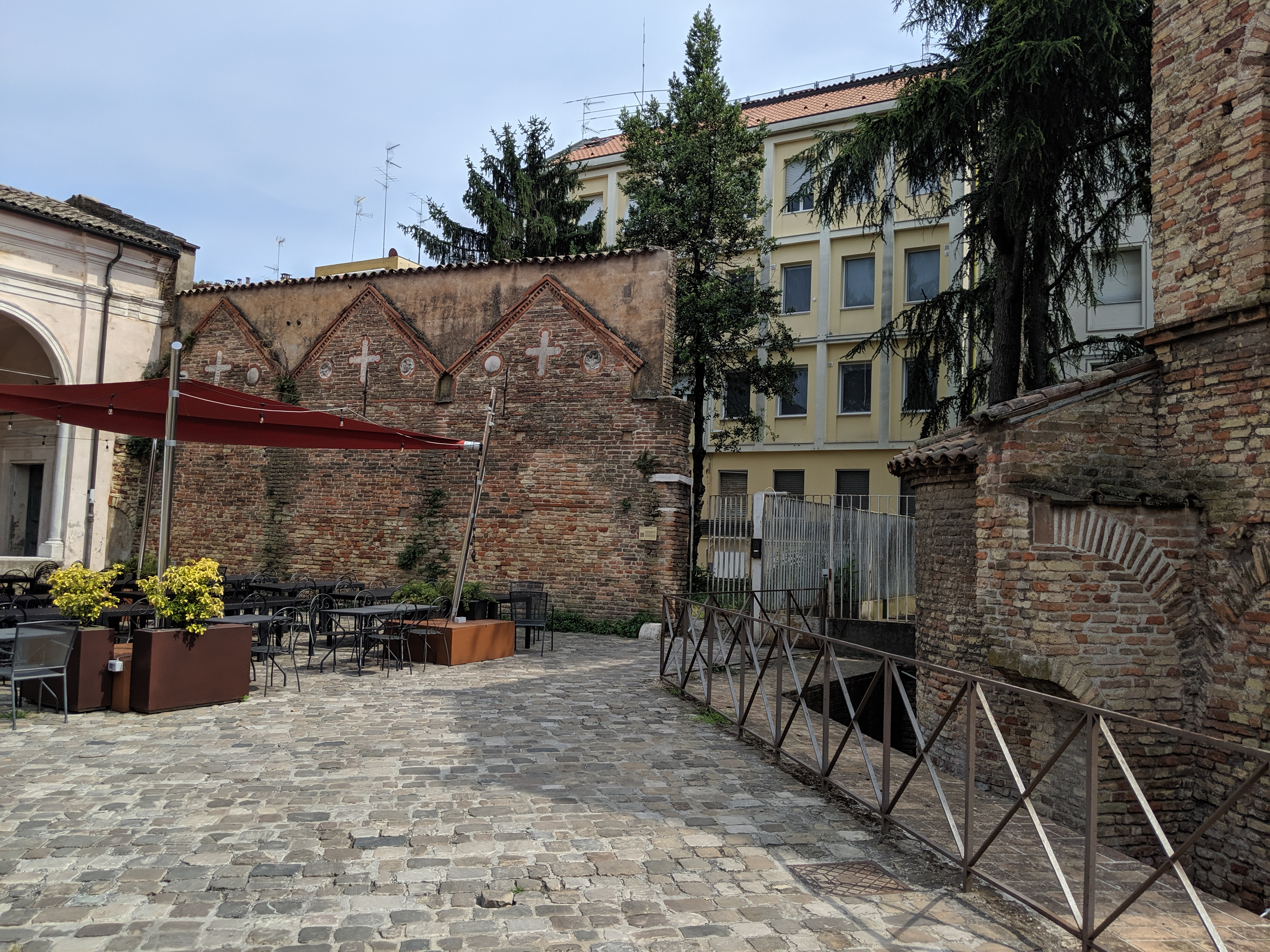
Il cosiddetto "Muro (o casa) di Droctulfo", situato a Ravenna tra la Basilica dello Spirito Santo e il Battistero Ariano.

Droctulfo o Drogdone in latino Droctulfus, Droctulft e Drocton (... – dopo il 598?) è stato un duca longobardo e un generale bizantino di origini suebe. Visse nel VI secolo al tempo di Autari e dell'imperatore Maurizio. Ci danno testimonianza di lui le Storie di Teofilatto Simocatta, i capitoli III,18 e III,19 dell'Historia Langobardorum di Paolo Diacono e poche testimonianze epigrafiche, tra le quali il suo epitaffio. Il suo nome è noto in diverse varianti: Droctulfus in Gregorio Magno, Droctulf in Paolo Diacono, Drocdon in Agnello Ravennate e Drocton nell'epitaffio e in Teofilatto Simocatta.

## Biografia
Di origini suebe, in gioventù era stato prigioniero alla corte di Alboino, ma per i propri meriti (scrive Paolo che era «forma idoneus») aveva ottenuto dai Longobardi la dignità di duca. Paolo Diacono ipotizza che disertasse e si mettesse al servizio dei bizantini per vendicarsi dell'antica prigionia. Un'altra ipotesi, proposta dallo storico inglese Thomas Hodgkin, vedrebbe invece un giovane Droctulfo catturato dagli stessi Romani, condotto a Ravenna, e qui sarebbe iniziata l'opera di fascinazione che avrebbe convinto Droctulfo a nutrire un certo interesse per la cultura e la civiltà latina.
Droctulfo iniziò a combattere per i Bizantini intorno al 572, data dell'assassinio di Alboino e della fuga di Rosmunda ed Elmichi a Ravenna. Il suo epitaffio indica che la sua prima impresa importante fu la riconquista di Brixellum (oggi Brescello, in provincia di Reggio Emilia). Successivamente, nel 574, a capo di una piccola flotta («Puppibus esiguis»), Droctulfo riconquistò anche Classe e la strappò al futuro duca di Spoleto Faroaldo, il quale, dopo essere stato al soldo dell'imperatore, si era ribellato per fondare una dominazione autonoma. Conservando il grado di duca (per i romani, "dux"), per una decina d'anni Droctulfo restò a capo di Brixellum, città che per l'Imperatore rappresentava, nella pianura dominata dai Longobardi, un importante presidio sul Po, da cui si potevano controllare le vie di collegamento fluviale con Ravenna e con il porto di Classe.
Racconta lo storico ferrarese Bonaventura Angeli che, alla fine del Periodo dei Duchi, quando il re dei Longobardi Autari attaccò Brixellum, Droctulfo, a capo delle milizie imperiali, resistette strenuamente all'assedio; solo quando iniziarono a scarseggiare i viveri, con un'improvvisa sortita, Droctulfo forzò l'accerchiamento del nemico e riuscì a mettersi in salvo. Mentre la città di Brescello veniva rasa al suolo, Droctulfo, portando con sé con le insegne, discese il Padoreno e riparò a Ravenna. Da questo momento egli continuò a prestare servizio per l'Imperatore e per Ravenna che, stando al suo epitaffio, «reputò sempre essere la sua patria» («Hanc patriam reputans esse, Ravenna, suam»).
Nel 586 Droctulfo era impegnato in Tracia in qualità di ipostratego al fianco dello stratego Giovanni Mystacon. Le storie di Teofilatto Simocatta riferiscono che fu grazie a uno stratagemma decisivo di Droctulfo, il quale dopo aver simulato la fuga, si era gettato, alla testa dei suoi uomini, sugli inseguitori, che i bizantini riuscirono a spezzare l'assedio di Adrianopoli e a sconfiggere gli Avari.
Della sua morte non si sa molto, a parte il fatto che ebbe luogo lontano da Ravenna. Essa non si verificò necessariamente in battaglia, ma avvenne forse in Africa, se è corretta l'identificazione con il Droctulfo definito «de hostibus ad rempublicam veniens» che, in una breve lettera dell'ottobre 598, papa Gregorio Magno raccomandava all'esarca bizantino d'Africa, Gennadio. L'epitaffio ricorda che Droctulfo, che era solito rientrare a Ravenna dopo i suoi numerosi trionfi, aveva chiesto a un certo sacerdote Giovanni (sacerdotem Iohannem), forse l'arcivescovo di Ravenna Giovanni II, di essere sepolto nella città romagnola. I cittadini dell'antica capitale gli furono riconoscenti tanto da concedergli l'onore di essere sepolto davanti alla soglia del martire Vitale e da dedicargli un epitaffio che colpì l'immaginazione di storici e poeti, tra cui Croce e Borges.

### La lettera di Gregorio Magno
La lettera di raccomandazione che papa Gregorio invia all'esarca d'Africa Gennadio nel settembre/ottobre 598 rappresenta l'ultima attestazione del nome di Droctulfo.

### Testimonianze archeologiche di Droctulfo
Del sepolcro e dell'epitaffio di Droctulfo non rimangono tracce. Il nome DROCTVLFI è citato nella cosiddetta Pietra di Proclo, una lastra tombale rinvenuta nel 1583, durante i lavori di demolizione della chiesa di San Biagio a Sabbioneta.
A Ravenna tra la Basilica dello Spirito Santo e il Battistero Ariano è ancora visibile un muro protoromanico, terminante in tre grandi cuspidi con ornamenti e croci marmoree, noto popolarmente come "La casa del Longobardo". Nel muro si identificano le vestigia dell'episcopio della cattedrale gotica il quale, secondo lo storico ravennate del IX secolo Andrea Agnello, fu la dimora di Droctulfo.

## Nella letteratura
Nel racconto intitolato Storia del guerriero e della prigioniera, sulla suggestione di un verso dell‘epitaffio che era stato citato da Benedetto Croce come esempio di «poesia che alza il capo dove meno si aspetterebbe», Jorge Luis Borges racconta la storia di un immaginario Droctulft. Il personaggio di Borges è un anonimo arimanno che, al seguito della propria tribù, muove guerra contro il «Nome di Roma», ma rimane folgorato dalla bellezza di Ravenna. Qui «vede il giorno e i cipressi e il marmo. Vede un insieme che è molteplice senza disordine; vede una città, un organismo fatto di statue, di templi, di giardini, di case, di gradini, di vasi, di capitelli, di spazi regolari e aperti.» Il guerriero, illuminato dalla rivelazione della Città, abbandona i suoi dei e i suoi parenti, per combattere e morire per Ravenna.
La figura di Droctulfo, ben prima di Borges, ha interessato, tra il Cinquecento e l'Ottocento, vari eruditi e storici della città romagnola che spesso offrono interpretazioni simili a quelle dello scrittore argentino: da Girolamo Rossi, che descrive la tomba del guerriero riferendo, tra l'altro, alcuni versi differenti da Paolo Diacono, a Bonaventura Angeli, a Ludovico Antonio Muratori ad Angelo Racheli. Dopo l'Unità d'Italia, qualche anno prima di Benedetto Croce, la vicenda di Droctulfo era già stata riletta alla luce dello Spirito della Nazione da letterati come Patrono e Casini. Ad essersi occupato degli studi in ambito storiografico su Droctulfo si ritrova anche lo storico italiano Gian Piero Bognetti.